# Maron
Maron – miejscowość i gmina we Francji, w regionie Grand Est, w departamencie Meurthe i Mozela.
Według danych na rok 1990 gminę zamieszkiwały 804 osoby, a gęstość zaludnienia wynosiła 42 osób/km² (wśród 2335 gmin Lotaryngii Maron plasuje się na 437. miejscu pod względem liczby ludności, natomiast pod względem powierzchni na miejscu 200.).

## Populacja

Populacja Maron w latach 1962–2008